# Сен-Бриак-сюр-Мер
Сен-Бриак-сюр-Мер — французская коммуна, расположенная в департаменте Иль и Вилен в регионе Бретань, с населением 2193 человека (на 2019 год).

## География
Город граничит на севере с Ла-Маншем, а на западе — с рекой Фремюр и её устьем, которое отмечает западную границу департамента Иль и Вилен. Мост соединяет его с Лансьё (департамент Кот-д’Армор).
С 2020 года главой города является Венсан Денби-Уилкес.